# 拉加尔德达普特
拉加尔德达普特（法語：Lagarde-d'Apt，法語發音：[laɡaʁd dapt]，意为“阿普特的拉加尔德”）是法国普罗旺斯-阿尔卑斯-蓝色海岸大区沃克吕兹省的一个市镇，属于阿普特区。

## 地理
拉加尔德达普特（43°59'1"N, 5°28'23"E）面积21.79 平方千米，位于法国普罗旺斯-阿尔卑斯-蓝色海岸大区沃克吕兹省，该省份为法国东南部内陆省份，北起德龙省，西北接阿尔代什省，西接加尔省，南至罗讷河口省，东南角与瓦尔省接壤，东临上普罗旺斯阿尔卑斯省。
与拉加尔德达普特接壤的市镇（或旧市镇、城区）包括：锡米亚讷拉罗通德、吕斯特雷勒、圣克里斯托尔、维拉尔。

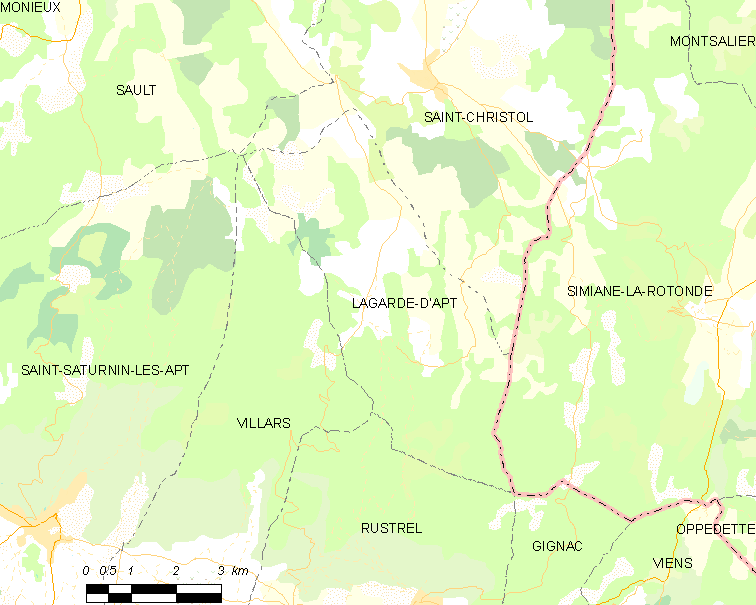
拉加尔德达普特的OSM定位图

拉加尔德达普特的时区为UTC+01:00、UTC+02:00（夏令时）。

## 行政
拉加尔德达普特的邮政编码为84400，INSEE市镇编码为84060。

## 政治
拉加尔德达普特所属的省级选区为阿普特县。

## 人口

1962-2008年间拉加尔德达普特人口变化图示

拉加尔德达普特于2022年1月1日时的人口数量为30人。